# Parti populaire de la région de Murcie
Le Parti populaire de la région de Murcie (en espagnol : Partido Popular de la Región de Murcia, PPRM) est la fédération territoriale du Parti populaire (PP) en région de Murcie.
Issu de l'Alliance populaire (AP), le PPRM a passé la plus grande partie de son histoire au pouvoir, aussi bien au gouvernement régional que dans les principales villes de la Région. À partir de 2015, ses résultats électoraux déclinent mais il se maintient au pouvoir, perdant en 2019 son statut de première force politique du territoire, acquis un quart de siècle plus tôt, avant de le récupérer en 2023.

## Présidents
| Titulaire             | Dates                                                       | Fonction |
| --------------------- | ----------------------------------------------------------- | --- |
| Ramón Luis Valcárcel  | 18 juillet 1989 – 30 juin 1990 (11 mois et 12 jours)        | Président de la région de Murcie (1995-2014) |
| Juan Ramón Calero     | 30 juin 1990 – 11 novembre 1991 (1 an, 4 mois et 12 jours)  | |
| Ramón Luis Valcárcel  | 11 novembre 1991 – 18 mars 2017 (25 ans, 4 mois et 7 jours) | Président de la région de Murcie (1995-2014) |
| Pedro Antonio Sánchez | 18 mars – 29 septembre 2017 (6 mois et 11 jours)            | Maire de Puerto Lumbreras (2003-2013) Conseiller à l'Éducation et à l'Enseignement supérieur (2013-2015) Président de la région de Murcie (2015-2017) |
| Fernando López Miras, | depuis le 29 septembre 2017 (7 ans, 9 mois et 23 jours)     | Président de la région de Murcie (depuis 2017) |

## Résultats électoraux

### Assemblée régionale de Murcie
| Année | Chef de file          | Voix    | %        | #      | Sièges  | Gouvernement                                    |
| ----- | --------------------- | ------- | -------- | ------ | ------- | ----------------------------------------------- |
| 1991  | Juan Ramón Calero     | 173 491 | 33,51    | 2e     | 17 / 45 | Opposition                                      |
| 1995  | Ramón Luis Valcárcel  | 330 089 | 52,35 () | 1er () | 26 / 45 | Valcárcel I                                     |
| 1999  | Ramón Luis Valcárcel  | 322 848 | 52,96 () | 1er () | 26 / 45 | Valcárcel II                                    |
| 2003  | Ramón Luis Valcárcel  | 367 710 | 56,66 () | 1er () | 28 / 45 | Valcárcel III                                   |
| 2007  | Ramón Luis Valcárcel  | 379 011 | 58,30 () | 1er () | 29 / 45 | Valcárcel IV                                    |
| 2011  | Ramón Luis Valcárcel  | 382 569 | 58,82 () | 1er () | 33 / 45 | Valcárcel V (2011-2014) ; Garre (2014-2015)     |
| 2015  | Pedro Antonio Sánchez | 239 011 | 37,35 () | 1er () | 22 / 45 | Sánchez (2015-2017) ; López Miras I (2017-2019) |
| 2019  | Fernando López Miras  | 210 771 | 32,36 () | 2e ()  | 16 / 45 | López Miras II                                  |
| 2023  | Fernando López Miras  | 293 051 | 42,79 () | 1er () | 21 / 45 | López Miras III                                 |

## Identité visuelle

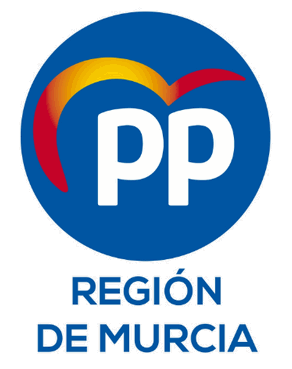
Logo de 2019 à 2022.
Logo depuis 2022.